# Araneus kiwuanus
Araneus kiwuanus là một loài nhện trong họ Araneidae.
Loài này thuộc chi Araneus. Araneus kiwuanus được Embrik Strand miêu tả năm 1913.